# Ткачик великодзьобий
Тка́чик великодзьобий (Ploceus megarhynchus) — вид горобцеподібних птахів ткачикових (Ploceidae). Мешкає в Індії і Непалі.

## Опис

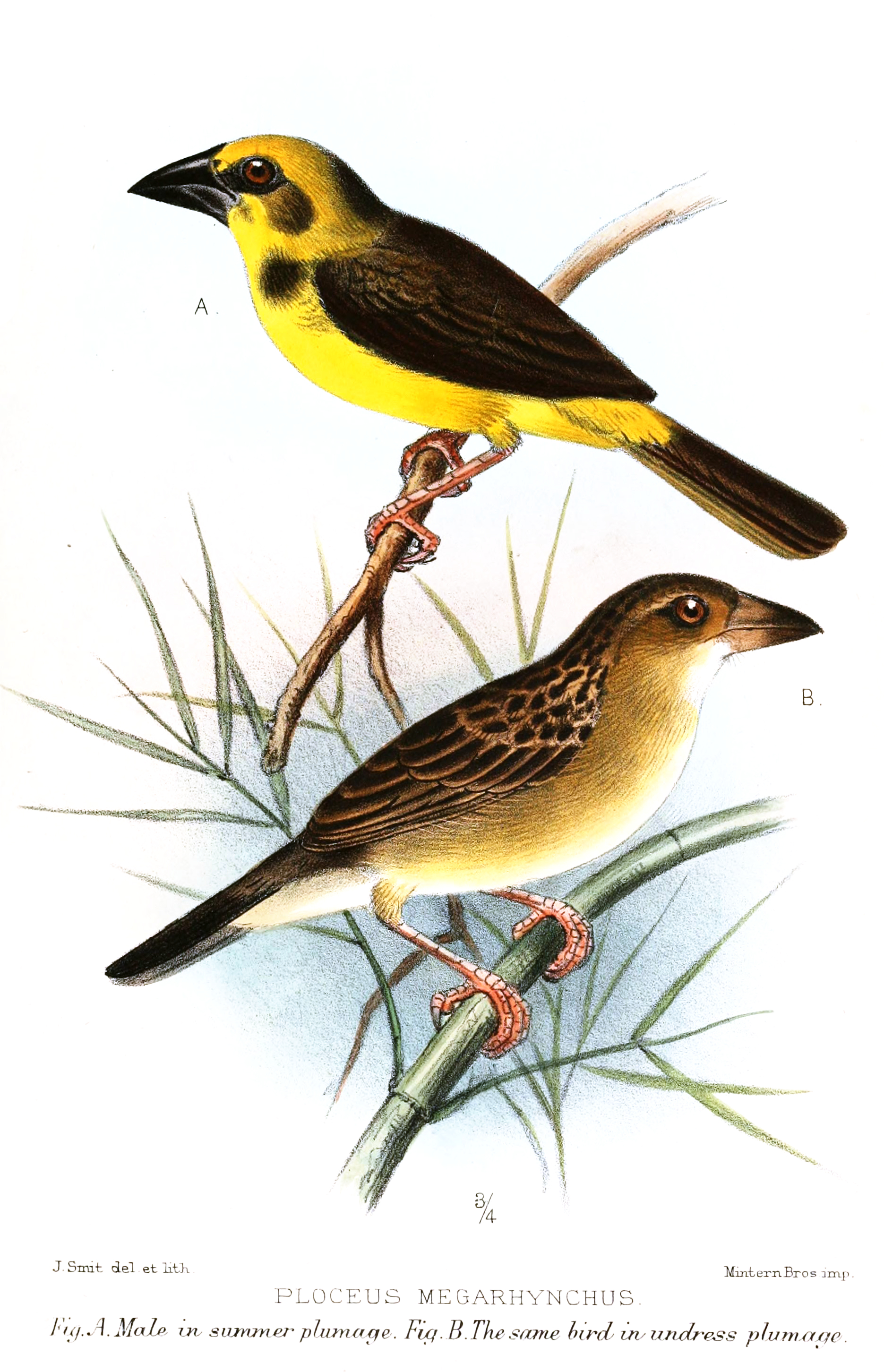
Великодзьобі ткачики

Довжина птаха становить 15-17 см, самці важать 34-49 г, самиці 30-34 г. У самців під час сезону розмноження голова світло-жовта, на скронях коричнюваті плями. Верхня частина тіла темно-коричнева, поцяткована світлими смужками, надхвістя жовте. Нижня частина тіла світло-золотиста. У самиць голова коричнювато-жовта, верхня частина тіла коричнева, поцяткована темними смужками, нижня частина тіла світло-жовтувата або білувата. Дзьоб широкий, міцний.

## Підвиди
Виділяють два підвиди:
- P. m. megarhynchus Hume, 1869 — Північна Індія (Уттаракханд, Уттар-Прадеш) і південний захід Непалу;
- P. m. salimalii Abdulali, 1961 — Північно-Східна Індія.

## Поширення і екологія
Великодзьобі ткачики мешкають в передгір'ях Гімалаїв, в долинах Гангу і Брахмапутри. Вони живуть в тераях, на полях і плантаціях, зустрічаються на висоті до 1300 м над рівнем моря. Живляться насінням і комахами. Сезон розмноження триває з травня по серпень. Великодзьобі ткачики є полігамними, на одного самця припадає до 3 самиць. Гніздяться колоніями.

## Збереження
МСОП класифікує цей вид як такий, що перебуває під загрозою зникнення. За оцінками дослідників, популяція великодзьобих ткачиків становить від 250 до 1000 птахів. Їм загрожує знищення природного середовища.